# Komitet Prowincjonalny Litewski

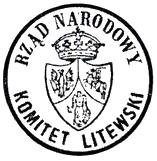
Pieczęć Komitetu Litewskiego w powstaniu styczniowym

Komitet Prowincjonalny Litewski – polski tajny organ kierowniczy na Litwie i Rusi Białej, stworzony w lipcu 1862 roku w Wilnie. Prowadził przygotowania do powstania styczniowego: rozbudowywał organizację konspiracyjną, wyznaczył podatek narodowy, zajmował się organizacją produkcji i gromadzenia broni. 
Komitet stanowił jedną ze struktur Komitetu Centralnego Narodowego, pomimo toczonych z nim sporów o podporządkowanie Białostocczyzny. Pierwszym kierownikiem organizacji był Zygmunt Sierakowski. Od początku znaczącą rolę odgrywali w nim także: przywódca organizacji grodzieńskiej, Konstanty Kalinowski, który w październiku 1862 roku stanął na czele Komitetu, a także Zygmunt Czechowicz i Jan Koziełł-Poklewski. 
Niezależnie od niego, swoje struktury rozwijało także stronnictwo białych, które we wrześniu 1862 roku powołało własny Komitet o tożsamej nazwie. 
W kilka dni po wybuchu powstania, Komitet Prowincjonalny Litewski (czerwonych) 1 lutego 1863 roku przekształcił się w Prowincjonalny Rząd Tymczasowy Litwy i Białorusi. Wkrótce jednak potem z inicjatywy białych nastąpiło osiągnięcie porozumienia obu ugrupowań spiskowców z komisarzem rządowym (warszawskim). Powołano Wydział Zarządzający Prowincjami Litwy, w skład którego weszli i biali, i czerwoni. Zdaniem białoruskich historyków: Olega Łatyszonka i Eugeniusza Mironowicza, ceną tak dokonanego zjednoczenia obu organizacji spiskowych na Litwie i Rusi Białej było jednak położenie kresu względnej samodzielności litewsko-białoruskiej (autorzy piszą o końcu białoruskiego separatyzmu). 